# ドッダ・デーヴァ・ラージャ
ドッダ・デーヴァ・ラージャ（Dodda Deva Raja, 1627年5月25日 - 1673年2月11日）は、南インドのカルナータカ地方、マイソール王国の君主（在位：1659年 - 1673年）。

## 生涯
1638年、ドッダ・デーヴァ・ラージャは従兄弟のナラサー・ラージャ1世の即位にあたり、父ともにヘングル城に幽閉された。
1659年7月28日、病床のナラサー・ラージャ1世により後継者に指名され、7月31日にその死とともに王位を継承した。
ドッダ・デーヴァ・ラージャは即位後、1659年にはカンダハルとベッラヴァッタ、1660年にはジンナガルとアムリトゥールをそれぞれ征服した。
さらに、1663年にはハッサンとサッカレパッタナを攻略し、ビダヌールを首都とするケラディ・ナーヤカ朝に対しては貢納を命じた。
1673年2月11日、ドッダ・デーヴァ・ラージャは死亡し、甥のチッカ・デーヴァ・ラージャが王位を継承した。